# گلن کلارک
گلن کلارک (انگلیسی: Glenn Clarke؛ زادهٔ ۲۶ ژوئیهٔ ۱۹۶۳) دوچرخه‌سوار اهل استرالیا است.  وی در بازی‌های المپیک تابستانی ۱۹۸۴ شرکت کرده است.